# Младият Шерлок Холмс и пирамидата на страха
„Младият Шерлок Холмс и пирамидата на страха“ (на английски: Young Sherlock Holmes/Young Sherlock Holmes and the Pyramid of Fear) е американски мистъри приключенски филм от 1985 г. на режисьора Бари Левинсън, по сценарий на Крис Кълъмбъс, който е базиран на героите, създадени от Артър Конан Дойл. Филмът изобразява младият Шерлок Холмс и Джон Уотсън, които се срещат и разкриват всяка мистерия заедно в пансиона.
Филмът е отбелязан като първия пълнометражен филм, който включва компютърно-генериран персонаж. Това е забележителен момент в историята на специалните ефекти и е вдъхновен от другите филми като „Играта на играчките“.